# Oodescelis melas
Oodescelis melas – gatunek chrząszcza z rodziny czarnuchowatych i podrodziny Tenebrioninae. Zamieszkuje środkową i wschodnią Europę.

## Taksonomia
Gatunek ten opisany został po raz pierwszy w 1823 roku przez Johanna Gotthelfa Fischera von Waldheima pod nazwą Platyscelis melas. W 1940 roku umieszczony został przez Zoltána Kaszaba w podrodzaju Clavatoodescelis jako jego gatunek typowy.

## Morfologia
Chrząszcz o krótko-owalnym w zarysie, silnie wysklepionym ciele długości od 11 do 13 mm. Ubarwienie ma czarne. Cały wierzch ciała jest nagi i matowy wskutek gęstego punktowania i wyraźnej ziarenkowatej mikrorzeźby.
Głowa jest wyraźnie szersza niż dłuższa, choć węższa od przedplecza, gęsto i równomiernie punktowana, zaopatrzona w poprzeczne, dość słabo na przednich krawędziach występami policzków wykrojone oczy i nitkowate, sięgające tylnej krawędzi przedplecza czułki.
Przedplecze jest w zarysie trapezowate, najszersze na tylnej krawędzi, która to ściśle przylega do nasady pokryw; wszystkie kąty ma wyraźnie zaznaczone, boczne krawędzie zaokrąglone i delikatnie listewkami obrzeżone, a krawędź tylną nieobrzeżoną, choć nieco rozdętą. Pokrywy są lekko zaokrąglone, silnie wysklepione, wzdłuż szwu zrośnięte, w tyle spadziste, gęsto i niezbyt silnie punktowane, o rzędach i międzyrzędach słabo zaznaczonych.
Odnóża przedniej pary u samców mają golenie silniej niż u samic ku szczytom rozszerzone, silnie zakrzywione, od spodu zaopatrzone w tępą listwę; ponadto człony przednich i środkowych stóp od pierwszego do czwartego są u samców mocno rozszerzone i porośnięte żółtymi szczecinkami, a u samic wąskie i porośnięte szczecinkami ciemnymi. W przeciwieństwie do O. polita przednie uda samicy są rozszerzone, po wewnętrznej stronie zaokrąglone i odcinek krawędzi zewnętrznej między stawem kolanowym a zębem udowym mają prosty.
Odwłok samca ma pierwszy i drugi spośród widocznych sternitów zaopatrzone pośrodku w kępki żółtawych szczecinek.

## Ekologia i występowanie
Owad ten zasiedla nasłonecznione stanowiska o charakterze stepowym, ale także piaszczyste wrzosowiska i świeżo założone uprawy leśne. Bytuje wśród traw, pod kamieniami i w zagłębieniach gruntu. Larwy przechodzą rozwój w glebie i detrytusie.
Gatunek palearktyczny, znany z Polski, Ukrainy, Węgier, Rumunii, centrum i południa europejskiej części Rosji oraz europejskiej części Kazachstanu. W Polsce jest owadem bardzo rzadkim; przez większą część XX wieku nie był notowany i w związku z tym umieszczony został na Czerwonej liście zwierząt ginących i zagrożonych w Polsce jako gatunek prawdopodobnie wymarły (EX?), jednak w początkach XXI wieku ponownie go odnaleziono.